# Jean-Louis de Rambures
Jean-Louis Vicomte de Braziel Rambures (Parigi, 19 maggio 1930 – Vaudricourt, 20 maggio 2006) è stato un giornalista, scrittore, traduttore, e addetto culturale francese.

## Biografia
Nato da Lucille Calogera, brasiliana, e suo marito, il conte piccardo Bernard de Bretizel Rambures, apprese dai suoi genitori il portoghese e il francese, impegnandosi in seguito nello studio della lingua e letteratura tedesca, che avrebbe poi tradotto con successo. Dopo aver frequentato la scuola a Tolosa e a Parigi, ha frequentato l'università nella capitale francese e a Tubinga, completando i suoi studi con un diploma all'"Institut d'études politiques de Paris", una licenza in diritto e una in tedesco. Nel 1958 iniziò a lavorare per la rivista mensile "Réalités", per la quale schizzò il profilo di diversi artisti, tra cui Herbert von Karajan, Karlheinz Stockhausen e Luchino Visconti.
Dal 1968 collaborò con la rivista d'arte "Connaissances des Arts", con l'"Express" e con il quotidiano "Le Monde", il quale per oltre 25 anni ha pubblicato suoi articoli e recensioni. Il suo interesse si concentrò particolarmente sul metodo di lavoro degli autori e sugli sviluppi evolutivi della letteratura. Ciò lo mise in grado di divenire un importante contatto tra molti scrittori e letterati del suo tempo, autori così diversi come Roland Barthes, Julien Gracq, Jean-Marie Gustave Le Clézio, Philippe Sollers, Hélène Cixous, Herta Müller, Ernst Jünger, Thomas Bernhard, Günter Grass e Heinrich Böll, con molti dei quali instaurò un rapporto d'interscambio culturale. Da queste esperienze è scaturita la sua opera principale Comment travaillent les ecrivains ("Come lavorano gli scrittori", Flammarion, Paris 1978), che contiene il suo pensiero dedotto da conversazioni con 25 autori. L'opera è stata tradotta in giapponese e pubblicata nel 1979 a Tokio (Chuokoron-sha, Inc. Tokyo).
Dall'inizio degli anni settanta ha ricoperto il ruolo d'addetto culturale nel suo paese, a Bonn, e dal 1975 ha lavorato nel dipartimento culturale del ministero degli Esteri francese. Negli anni dal 1987 al 1995 è stato Direttore dell'"Institut français", dapprima a Saarbrückene poi a Francoforte sul Meno. Divenne noto anche come traduttore e in particolare, grazie al suo lavoro, lo svizzero Paul Nizon poté essere conosciuto presso il pubblico francese.

## Premi
Jean-Louis de Rambures è stato nominato cavaliere dell'Ordre des Arts et des Lettres e ha ricevuto l'Ordine al Merito di Germania.

## Opere
- Comment travaillent les écrivains, Paris: Flammarion, 1978 ISBN 2-08-064030-5
- Paul Nizon, L'année de l'amour, tradotto dal tedesco da J.-L. de Rambures, Arles: Actes sud, 1985 ISBN 2-86869-041-6

## Fonti
- Jean-Louis de Rambures - articolo del 31 maggio 2006, scritto da Nicole Zand per "le Monde" lemonde.fr Archivio